# 1 500 mètres féminin aux championnats du monde d'athlétisme 1997
Navigation
Göteborg 1995 Séville 1999
L'épreuve du 1 500 mètres féminin des championnats du monde d'athlétisme 1997 s'est déroulée du 2 au 5 août 1997 au Stade olympique d'Athènes, en Grèce. Elle est remportée par la Portugaise Carla Sacramento.

## Résultats

### Finale
| Rang               | Athlète          | Pays       | Temps         | Notes |
| ------------------ | ---------------- | ---------- | ------------- | ----- |
| Médaille d'or      | Carla Sacramento | Portugal   | 4 min 04 s 24 | SB    |
| Médaille d'argent  | Regina Jacobs    | États-Unis | 4 min 04 s 63 |       |
| Médaille de bronze | Anita Weyermann  | Suisse     | 4 min 04 s 70 | SB    |
| 4                  | Maite Zúñiga     | Espagne    | 4 min 04 s 80 | SB    |
| 5                  | Leah Pells       | Canada     | 4 min 06 s 18 | SB    |
| 6                  | Andrea Šuldesová | Tchéquie   | 4 min 06 s 33 | PB    |
| 7                  | Olga Nelyubova   | Russie     | 4 min 07 s 34 |       |
| 8                  | Sonia O'Sullivan | Irlande    | 4 min 07 s 81 |       |
| 9                  | Kutre Dulecha    | Ethiopia   | 4 min 08 s 15 |       |
| 10                 | Malin Ewerlof    | Suède      | 4 min 08 s 68 |       |
| 11                 | Robyn Meagher    | Canada     | 4 min 10 s 83 |       |
| 12                 | Małgorzata Rydz  | Pologne    | 4 min 13 s 25 |       |

## Légende
Records et Performances
- AR : Record continental (area record)
- CR : Record des championnats (championship record)
- MR : Record du meeting (meet record)
- NR : Record national (national record)
- OR : Record olympique (olympic record)
- PR : Record paralympique (paralympic record)
- PB : Record personnel (personal best)
- SB : Meilleure performance personnelle de la saison (season's best)
- WL : Meilleure performance mondiale de l'année (world leader)
- WJR : Record du monde junior (world junior record)
- WR : Record du monde (world record)

Circonstances et Conditions
- DNF : N'a pas terminé (did not finish)
- DNS : N'a pas pris le départ (did not start)
- DQ : Disqualification (disqualification)
- NM : Aucun essai valable enregistré (No Mark)
- Q : Qualifié « directement » au prochain tour (ou à la prochaine compétition), lors d'une compétition majeure, grâce au classement ou à la réalisation des minima (automatic qualifier)
- q : Qualifié au prochain tour (ou à la prochaine compétition), lors d'une compétition majeure, grâce au repêchage ou à la réalisation de l'une des meilleures performances parmi celles des « non qualifiés directement » (grâce au meilleur temps ou à la meilleure distance par exemple) (secondary qualifier)